# 聂拉木蹄盖蕨
聂拉木蹄盖蕨（学名：Athyrium nyalamense）为蹄盖蕨科蹄盖蕨属下的一个种。

## 扩展阅读
維基物種上的相關：聂拉木蹄盖蕨